# Vol Pacific Southwest Airlines 1771
Le 7 décembre 1987, le BAe 146 effectuant le vol Pacific Southwest Airlines 1771, un vol intérieur régulier entre Los Angeles et San Francisco, en Californie, s'est écrasé sur une colline dans le comté de San Luis Obispo, après avoir été détourné par un des passagers.
Les 43 passagers et membres d'équipage à bord de l'avion sont morts, dont cinq, y compris les deux pilotes, ont vraisemblablement été abattus avant que l'appareil ne s'écrase.
Le responsable de l'accident, David Burke, venait de se faire licencier de la compagnie USAir, la maison-mère de Pacific Southwest Airlines (PSA). 
Cet accident est la deuxième tuerie de masse la plus meurtrière de l'histoire de la Californie, après celle du vol Pacific Air Lines 773 (en) en 1964. Il s'agit également du deuxième accident mortel impliquant un avion de PSA, après celui du vol 182 survenue 9 ans auparavant.

## Avion et équipage
L'appareil impliqué était un BAe 146-200A immatriculé N350PS (numéro de série E2027), qui a volé pour la première fois le 24 novembre 1984 et a été livré neuf à Pacific Southwest Airlines le 7 décembre de cette année, soit exactement trois ans avant le crash. Cet avion de ligne court-courrier, de fabrication britannique, était surnommé « The Smile of Stockton », il était propulsé par quatre turboréacteurs à double flux Lycoming ALF502R-3 et totalisait 8 571 heures de vol au moment de l'accident.
L'équipage était composé du commandant de bord Gregg Lindamood (43 ans) et du copilote James Howard Nunn (48 ans), qui travaillaient respectivement pour la compagnie aérienne depuis 1973 et mars 1987. Le commandant Lindamood totalisait 11 000 heures de vol à son actif, dont 1 500 heures sur BAe-146. Le copilote Nunn totalisait 12 000 heures de vol, mais il comptait seulement 300 d'entre elles sur BAe-146. Il y avait également trois agents de bord dans la cabine : Debbie Nissen Neil (37 ans), Debra Watterson Vuylsteke (32 ans) et Julie Gottesman (20 ans), toute employées respectivement par la compagnie aérienne en 1970, 1977 et 1987.

## Déroulement des faits
Un employé chargé de la billetterie, David Burke, travaillant alors pour USAir, qui avait récemment acheté PSA, décida de se venger de son licenciement en provoquant volontairement l'écrasement de l'avion. Burke parvient à introduire une arme dans l'avion grâce à son badge d'employé qui lui permit de contourner les contrôles de sécurité, et tue cinq personnes avec un revolver S&W Model 29, de calibre .44 Magnum. 
Parmi eux, son supérieur, Ray Thomson, qui l'avait licencié plus tôt dans la journée pour avoir volé une soixantaine de dollars dans la caisse du bar. Il courait en outre des rumeurs l'accusant de participer à des trafics de substances illégales. À la suite de son entretien avec son supérieur qui lui avait annoncé que son appel à la suite de son licenciement avait été refusé, David Burke prit un billet d'avion en sachant que son supérieur serait sur ce vol.
Une fois à bord et avant de lui tirer dessus, il écrivit sur un sac à vomi un mot destiné à son supérieur où il lui expliquait que vu qu'il n'avait pas eu de pitié pour lui et sa famille, il n'en aurait pas pour lui. Il alla dans les toilettes pour sortir son arme, puis tira à deux reprises sur son supérieur. Il se dirigea par la suite vers le cockpit où il tira sur une hôtesse qui venait d'annoncer aux pilotes « Il y a un problème ». 
Après l'avoir abattue, il leur annonça « C'est moi le problème » et abattit le pilote et le copilote. Il poussa ensuite les moteurs de l'avion à leur régime maximum et mit l'appareil en descente, depuis son altitude de croisière de 22 000 pieds (6 700 m). Il tira enfin un dernier coup de feu dans la cabine, peut-être sur le chef pilote de la compagnie, Douglas Arthur, qui était présent et qui voulait prendre les commandes, pendant que l'avion poursuivait son piqué. 
À 16h16, le BAe 146 s'écrasa sur le flanc d'une colline, située dans les montagnes de Santa Lucia, à une vitesse légèrement supérieure à celle du son, soit environ 670 nœuds (340 m/s, 1 240 km/h), selon un angle de 70° vers le sud, laissant un cratère de moins de 61 cm de profondeur et de 1,2 m de large. D'après les dégâts observés sur le boîtier des enregistreurs de vol, fabriqué en titane, l'avion a subi une décélération de 5 000 g lorsqu'il a heurté le sol. L'impact avec le sol fut d'une telle violence qu'il ne resta que des petits débris de l'appareil, et seuls les restes de 11 passagers ont été identifiés. 
Les enquêteurs du Conseil national de la sécurité des transports (NTSB) ont été rejoints par ceux du FBI. Après deux jours de fouilles dans ce qui restait de l'avion, ils ont trouvé les morceaux d'une arme à feux contenant six douilles usagées et la note sur le sac à vomi écrite par Burke, indiquant qu'il pourrait être responsable de l'accident. 
Les enregistrements des boîtes noires furent en partie détruits lors de l'impact, mis à part la bande sonore de l'enregistreur phonique, mais contribuèrent avec d'autres éléments à l'identification du meurtrier et responsable du crash.
Les enquêteurs du FBI ont pu relever une empreinte sur un fragment de doigt coincé dans le pontet du revolver, ce qui a permis d'identifier positivement Burke comme tenant l'arme lorsque l'avion s'est écrasé. En plus des preuves découvertes sur le lieu de l’accident, d’autres éléments ont également fait surface, notamment le fait qu'un des collègues de Burke a admis lui avoir prêté l'arme et Burke avait également laissé un message d'adieu sur le répondeur de sa petite amie.

## David A. Burke

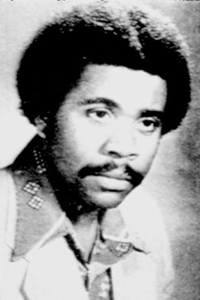
David Burke, le responsable de l'accident.

David Augustus Burke (18 mai 1952 – 7 décembre 1987) est né à Croydon, en Angleterre, de parents jamaïcains. Burke a ensuite émigré aux États-Unis avec ses parents. Il avait auparavant travaillé pour USAir à Rochester, dans l'État de New York, où il était suspect dans un réseau de trafic de drogue qui transportait de la cocaïne entre la Jamaïque et Rochester, via les avions de la compagnie aérienne. Jamais officiellement inculpé, il aurait déménagé à Los Angeles pour éviter de futurs soupçons. Certaines anciennes petites amies, voisins et responsables de l'application des lois l'ont décrit comme un homme violent avant les événements du vol 1771. Il a eu sept enfants de quatre femmes différentes, mais ne s'est jamais marié.

## Conséquences
Plusieurs lois fédérales ont été adoptées après l'accident, notamment une loi exigeant la saisie immédiate de tous les pièces d'identification des employés des compagnies aériennes et des aéroports après le licenciement, la démission ou le départ à la retraite d'un employé d'un poste dans une compagnie aérienne ou un aéroport. Une politique a également été mise en œuvre stipulant que tous les équipages des compagnies aériennes et les employés de l'aéroport devaient être soumis aux mêmes mesures de sécurité que les passagers des compagnies aériennes.
Le crash du vol 1771 a tué le président de Chevron USA, James Sylla, ainsi que trois responsables des affaires publiques de l'entreprise. Trois responsables de Pacific Bell ont également été tués, ce qui a incité de nombreuses grandes entreprises à créer des politiques interdisant le voyage de plusieurs de leurs dirigeants sur le même vol.
Dans la section « Jardin de l'espoir » du parc commémoratif de Los Osos, une plaque commémorative faite de granit et de bronze rend hommage aux 42 victimes du vol 1771, et un certain nombre de passagers et membres d'équipage sont enterrés dans ce cimetière.

## Médias
L'accident a fait l'objet d'un épisode dans la série télévisée Air Crash nommé « Tueur à bord » (saison 10 - épisode 10).